# 1755
| [ Edytuj tabelę ]              | |
| Król Polski                    | - 1733 August III Sas 1763 |
| Emir Afganistanu               | - 1747 Ahmed Szah Abdali (padyszach) 1772                                                                                                |
| Współksiążęta Andory           | - 1747 Sebastià José de Victoria de Emparán de Loyola 1756 - 1715 Ludwik XV 1774                                                         |
| Elektor Bawarii                | - 1745 Maksymilian III Józef 1777 |
| Sułtan Brunei                  | - 1745 Hussin Kamaluddin 1762 |
| Cesarz Chin                    | - 1735 Qianlong 1796 |
| Król Czech                     | - 1743 Maria Teresa 1780 |
| Król Danii                     | - 1746 Fryderyk V 1766 |
| Dalajlama                      | - 1708 Kelzang Gjaco 1757 |
| Cesarz Etiopii                 | - 1730 Ijasu II 1755 - 1755 Joas I 1769                                                                                                  |
| Król Francji                   | - 1715 Ludwik XV 1774 |
| Król Hiszpanii                 | - 1746 Ferdynand VI 1759 |
| Landgraf Hesji-Kassel          | - 1751 Wilhelm VIII Heski 1760 |
| Stadhouder Holandii            | - 1751 Wilhelm V Orański 1795 |
| Szach Iranu                    | - 1750 Karim Chan 1779 |
| Państwo Wielkich Mogołów       | - 1754 Alamgir II 1759 |
| Król Irlandii                  | - 1727 Jerzy II Hanowerski 1760 |
| Cesarz Japonii                 | - 1747 Momozono 1762 |
| Kalif                          | - 1754 Osman III 1757 |
| Patriarcha Konstantynopola     | - 1752 Cyryl V 1757 |
| Władca Korei                   | - 1724 Yŏngjo 1776 |
| Emir Kuwejtu                   | - 1752 Sabah I 1762 |
| Książę Liechtensteinu          | - 1748 Józef Wacław 1772 |
| Sułtan Maroka                  | - 1745 Abdullah ibn Ismail 1757 |
| Książę Monako                  | - 1733 Honoriusz III 1793 |
| Król Nawarry                   | - 1710 Ludwik XV 1774 |
| Król Norwegii                  | - 1746 Fryderyk V 1766 |
| Sułtan Omanu                   | - 1749 Ahmad ibn Sa’id 1783 |
| Elektor Palatynatu             | - 1742 Karol IV Teodor 1799 |
| Papież                         | - 1740 Benedykt XIV 1758 |
| Książę Parmy i Piacenzy        | - 1748 Filip 1765 |
| Król Portugalii                | - 1750 Józef 1777 |
| Król w Prusach                 | - 1740 Fryderyk II Wielki 1772 |
| Car Rosji                      | - 1741 Elżbieta 1762 |
| Cesarz Rzymski (niemiecki)     | - 1745 Franciszek I Lotaryński 1765 |
| Kapitanowie Regenci San Marino | - 1754 Francesco Maccioni Ottavio Fazzini 1755 - 1755 Biagio Antonio Martelli Giuseppe Bertoni 1755 - 1755 Giacomo Begni Paolo Tini 1756 |
| Elektor Saksonii               | - 1733 Fryderyk August II (król Polski) 1763                                                                                             |
| Król Sardynii                  | - 1730 Karol Emanuel III 1773 |
| Król Szwecji                   | - 1751 Adolf Fryderyk 1771 |
| Król Tajlandii                 | - 1733 Boromma Kot 1758 |
| Sułtan Turków                  | - 1754 Osman III 1757 |
| Doża Wenecji                   | - 1752 Francesco Loredano 1762 |
| Król Węgier                    | - 1740 Maria Teresa 1780 |
| Monarcha Wielkiej Brytanii     | - 1727 Jerzy II 1760 |
| Premier Wielkiej Brytanii      | - 1754 Thomas Pelham-Holles 1756 |

Rok 1755 / MDCCLV
stulecia: XVII wiek ~
XVIII wiek ~
XIX wiek

lata: 1745 «
1750 «
1751 «
1752 «
1753 «
1754 «
1755
» 1756
» 1757
» 1758
» 1759
» 1760
» 1765

## Wydarzenia na świecie
- 25 stycznia – założenie Uniwersytetu im. Łomonosowa w Moskwie.
- 16 czerwca – brytyjska wojna z Indianami i Francuzami: wojska brytyjskie zdobyły Fort Beauséjour w Nowym Brunszwiku.
- 27 czerwca – został otruty cesarz Etiopii Jozue II Kuareńczyk. Nowym cesarzem został jego syn Joas I.
- 9 lipca – brytyjska wojna z Indianami i Francuzami: nad Monongahelą wojska brytyjskie pod dowództwem generała Braddocka poniosły klęskę w bitwie z siłami francuskimi i indiańskimi.
- 26 lipca – Giacomo Casanova został aresztowany przez inkwizycję państwową.
- 8 września – brytyjska wojna z Indianami i Francuzami: w bitwie pod Lake George wojska brytyjskie sir Williama Johnsona pokonały siły francuskie dowodzone przez generała Ludwika Augusta von Dieskau.
- 1 listopada – wielkie trzęsienie ziemi w Lizbonie.

- Z rozkazu carycy Elżbiety Bursztynowa Komnata trafiła do pałacu w Carskim Siole.
- Niemiecki konstruktor pracujący w Anglii Charles Frederick Weisenthal otrzymał brytyjski patent na wynalezioną przez siebie igłę.
- Korsyka ogłosiła niepodległość i uchwaliła pierwszą na świecie konstytucję

## Urodzili się
- 7 stycznia – Stephen Groombridge, angielski astronom (zm. 1832)
- 11 stycznia – Alexander Hamilton, twórca dolara amerykańskiego, jeden z ojców założycieli Stanów Zjednoczonych Ameryki (zm. 1804)
- 2 lutego - Uriah Tracy, amerykański prawnik, polityk, senator ze stanu Connecticut (zm. 1807)
- 24 marca - Rufus King, amerykański prawnik, polityk, senator ze stanu Nowy Jork (zm. 1827)
- 11 kwietnia – James Parkinson, angielski lekarz, jako pierwszy opisał objawy schorzenia nazwanego od jego nazwiska; co roku w rocznicę urodzin obchodzony jest Światowy Dzień Choroby Parkinsona (zm. 1824)
- 16 kwietnia - Élisabeth Vigée-Lebrun, francuska malarka (zm. 1842)
- 10 czerwca - Andrew Gregg, amerykański polityk, senator ze stanu Pensylwania (zm. 1835)
- 30 czerwca – Paul Barras, francuski polityk okresu Wielkiej Rewolucji Francuskiej (zm. 1829)
- 27 lipca - Benjamin Howland, amerykański rolnik, polityk, senator ze stanu Rhode Island (zm. 1821)
- 2 sierpnia – Jan Henryk Dąbrowski, organizator Legionów Polskich (zm. 1818)
- 3 sierpnia - Nicholas Gilman, amerykański polityk, senator ze stanu New Hampshire (zm. 1814)
- 23 sierpnia - Antoni Bartłomiej Ledóchowski, polski ziemianin, polityk (zm. 1835)
- 2 listopada – Maria Antonina, królowa Francji (zm. 1793)
- przed 6 listopada – Stanisław Staszic, polski działacz oświeceniowy (zm. 1826)
- 17 listopada – Ludwik XVIII Burbon, król Francji (zm. 1824)
- listopad – Stanisław Kostka Potocki, polski magnat, polityk, publicysta, kolekcjoner i mecenas sztuki (zm. 1821)

- data dzienna nieznana: 
  - Ludwik Remigiusz Benoist, francuski duchowny katolicki, męczennik, błogosławiony (zm. 1792)
  - Bernard Võ Văn Duệ, wietnamski duchowny katolicki, męczennik, święty katolicki (zm. 1838)

## Zmarli
- 8 lutego – Niccolò Coscia, włoski kardynał (ur. 1681)
- 10 lutego – Monteskiusz, francuski filozof, prawnik i pisarz (ur. 1689)
- 2 marca – Louis de Rouvroy, książę de Saint-Simon, francuski żołnierz, dyplomata i pisarz (ur. 1675)
- 8 marca – Stiepan Kraszeninnikow, rosyjski podróżnik, geograf i botanik, badacz Syberii, Kamczatki i Wysp Kurylskich, (ur. 1711)
- 27 czerwca – Jozue II Kuareńczyk (gyyz; ኢያሱ), cesarz Etiopii (ur. 1723)
- czerwiec/lipiec – Filip Stamma, syryjski szachista, zasłużony jako problemista (ur. 1705)
- 13 lipca – Edward Braddock, brytyjski generał (ur. około 1695)
- 14 września – Maria Celeste Crostarosa włoska zakonnica, mistyczka, założycielka redemptorystek, błogosławiona katolicka (ur. 1696)
- 16 października – Gerard Majella, włoski redemptorysta, święty katolicki (ur. 1726)

## Święta ruchome
- Tłusty czwartek: 6 lutego
- Ostatki: 11 lutego
- Popielec: 12 lutego
- Niedziela Palmowa: 23 marca
- Wielki Czwartek: 27 marca
- Wielki Piątek: 28 marca
- Wielka Sobota: 29 marca
- Wielkanoc: 30 marca
- Poniedziałek Wielkanocny: 31 marca
- Wniebowstąpienie Pańskie: 8 maja
- Zesłanie Ducha Świętego: 18 maja
- Boże Ciało: 29 maja